# Голодні бунти в захоплених терористами "ДНР" та "ЛНР" ОРДЛО

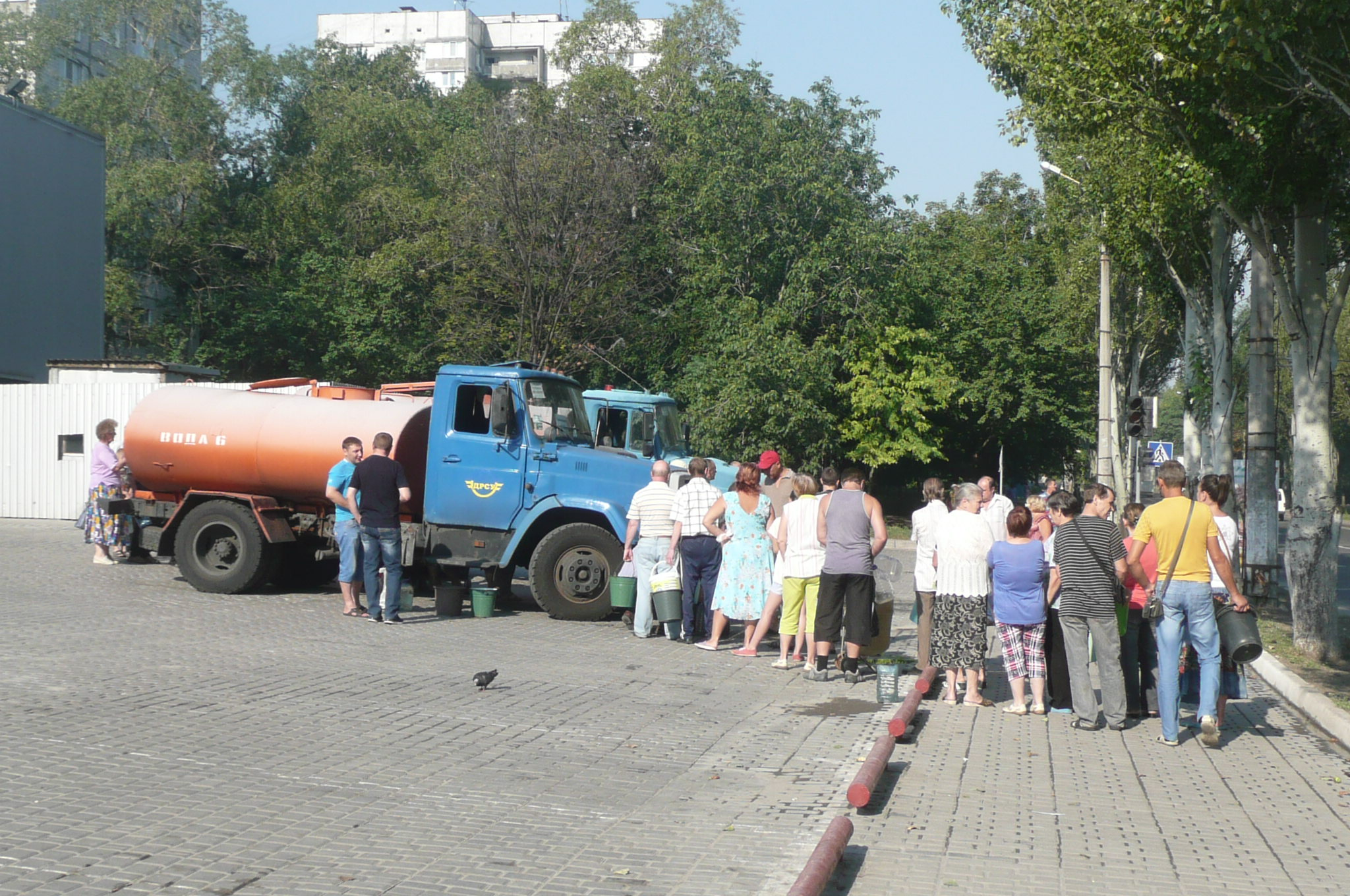
Черга за водою в місті Донецьк,

Голодні бунти в захоплених терористами «ДНР» та «ЛНР» ОРДЛО — громадські протести на тимчасово непідконтрольних Україні окремих територіях Донецької та Луганської областей (ОРДЛО), викликані масовим зубожінням населення та нестачею харчових продуктів. Перші такі повідомлення з'явились у вересні 2014 року.
Термін «голодний бунт» не згадувався міжнародними організаціями, такими як СММ ОБСЄ, або МКЧХ, які знаходяться на непідконтрольних територіях.

## Перебіг подій
21 вересня 2014 року на центральній площі міста Стаханов (Кадіївка) зібралося 10 тис. жителів із вимогами виплат пенсій і зарплат, а також припинення терору і пограбування населення. У відповідь «місцеві керівники», встановлені терористами запропонували мітингувальникам працювати безкоштовно, а за соціальними виплатами їхати на підконтрольну уряду територію України.
23 вересня в місті Антрацит пройшов мітинг з вимогами виплат зарплат і пенсій, припинення мародерства. «Місцеві керівники», встановлені терористами, повідомили, що виплати розпочнуться не раніше Нового року, машини-іномарки вилучаються на основі «указу».
3 листопада декілька десятків жителів Макіївки перекрили дорогу в районі будівлі виконавчого комітету на знак протесту проти дій терористичної організації «ДНР» та з вимогою організувати їм видачу талонів на отримання гуманітарної допомоги. До мітингуючих прибули представники бойовиків зі зброєю.
17 листопада вранці в Єнакієвому місцеві жительки з дітьми на руках звернулись до місцевого мера з вимогою виплатити обіцяні допомоги на дітей. Для зняття напруженості було прийнято рішення розподілити продукти з наявних 100 гуманітарних наборів між присутніми, видавши їх, насамперед, багатодітним сім'ям.
17 листопада в першій половині дня стихійний мітинг почався в Свердловську (нині Довжанськ). Близько 500 людей (на 13:30 їх було більше тисячі) зібралися біля будівлі місцевого виконкому, де розташована одна з коммендатур. Доведені до відчаю учасники мітингу не боялися відкрито демонструвати своє невдоволення, облили ворота військкомату синьою і жовтою фарбою. Терористи намагались розігнати мітингувальників стрільбою з автоматів.
18 листопада в місті Торез (Чистякове) обурені жителі перекривали дорогу в районі музею з вимогою відновити виплати. Мітинг закінчився тим, що до протестувальниць вийшли працівники місцевої «комендатури» й пообіцяли почати виплати дитячої допомоги. Цього ж дня голодні бунти пройшли у Сніжному (Василівка) та в Гірницькому районі Макіївки, протести завершились безрезультатно.
19 листопада жительки Радянського району Макіївки записали відео-звернення до очільника донецьких терористів Захарченка.
26 листопада 2014 року з'являється інформація, що близько 500 жителів селища Металіст підняли голодний бунт проти влади так званої «ЛНР».
8 грудня в Горлівці, після вбивства 6 мирних жителів, відбувся бунт з вимогою до терористів покинути місто. Мітингувальники були розігнані терористами з використанням вогнепальної зброї.
15 грудня при спробі отримання талонів на «компенсації пенсіонерам» від керівників «ДНР» у розмірі 1000 гривень жителі Горлівки «штурмом» взяли райадміністрацію.

## Наслідки
Експерти відзначають, що, незважаючи на наростання голодних бунтів, невдоволення не переросте в масові акції протесту або заворушення, що пов'язано як з низькою соціальною активністю населення, так і з тим, що більшість соціально активного населення покинула контрольовані терористами території.